# 护卫主动防御系统
护卫（羅馬化：Varta，直译：「护卫、守卫」）是带有激光控制系统的软杀主动防御系统，可对抗精确制导武器，由乌克兰研制。
安装于T-84U“堡垒”、BM“堡垒”和T-64E主战坦克。
此外，据报道巴基斯坦的哈立德坦克有可能也安装了护卫系统。

## 介绍
护卫包含四个激光照射指示器（探测器头的坐标敏感光电探测器配备了由硒化锌制成的透镜）、12个可发射81毫米烟雾弹的GD-1发射器和一个控制面板（能够选择操作模式，分为自动、半自动和手动），并提供水平面360°和垂直面20°范围内车体激光照射的检测。系统响应时间是三秒。
据开发商称，护卫系统能对抗HOT、TOW、米兰、龙、地狱火和小牛等ATGM，及155毫米M712铜斑蛇制导炮弹。
护卫配备的81毫米烟雾气溶胶榴弹GD-1由国家化工产品研究所（位于绍斯特卡）开发和生产。

## 引文
1. ↑  Harrison Kass. . 19FortyFive. 2022-05-31  [2022-06-01]. （原始内容存档于2024-08-16） （英语）.
2. ↑  . Новости ЦАМТО. 2014-05-05  [2024-10-13]. （原始内容存档于2025-05-03） （俄语）.